# Ассортативное спаривание
Ассортативность (ассортативное спаривание/скрещивание, англ. assortative mating, assortment, nonrandom mating, сравните с ассортативностью в теории графов) — неслучайный подбор пар, в которых индивиды выбирают схожих (положительная ассортативность) или несхожих (отрицательная ассортативность) по фенотипу партнеров. В результате положительной ассортативности образуются пары, похожие по каким-либо чертам (то есть с похожим фенотипом), а при отрицательной ассортативности или дисассортативности образуются пары, которые характеризуются дополнительностью черт. Однако, как показывают исследования, практически всегда ассортативность происходит по положительному пути, то есть выбирают друг друга индивиды, которые наиболее похожи друг на друга (Паршикова О. В., Егорова М. С. Е. К. Гинтер, В. В. Вельков и др).
Ассортативность изучают такие науки, как генетика, психогенетика и психология. С точки зрения генетики, ассортативность влияет на индивидуальные различия особей в популяции. Если свойство, по которому происходит отбор, генетически обусловлено, то при ассортативности происходит:
- исчезновение гетерозигот (что особенно важно при патологиях, связанных с рецессивным наследованием);
- изменение частоты генов в популяции (если какой-то вариант получает репродуктивные преимущества);
- изменение распределения черты в популяции.

## Ассортативность у животных
Ассортативное спаривание у животных наблюдается в отношении размера и цвета тела. Ассортативное спаривание по размеру распространено среди многих видов позвоночных и беспозвоночных. Оно было обнаружено у гермафродитов, таких как земляная улитка Bradybaena pellucida. Одной из причин его возникновения может быть взаимная интромиссия (то есть обе особи обеспечивают как мужские, так и женские гаметы в течение одного спаривания), которая происходит у этого вида. Поэтому особи с одинаковым размером тела соединяются друг с другом, чтобы облегчить этот обмен. Кроме того, известно, что более крупные особи у таких гермафродитных видов производят больше яиц, поэтому выбор соответствующей себе по размеру особи является еще одним фактором, приводящим к ассортативному спариванию у этого вида Свидетельства о спаривании по размеру также были обнаружены у мангровой улитки Littoraria ardouiniana и японской жабы Bufo japonicus.
Второй общий тип ассортативного спаривания происходит в отношении окраски. Этот тип ассортативного спаривания чаще встречается у социально моногамных видов птиц, таких как восточные синие птицы (Sialia sialis) и западные голубые птицы (Sialia mexicana). У обоих видов более ярко окрашенные самцы спаривались с более ярко окрашенными самками, а менее ярко окрашенные особи спаривались друг с другом. Восточные голубые птицы также ассортативно спариваются по такой характеристике, как агрессивность, из-за жесткой конкуренции с ласточками за ограниченное количество мест гнездования. Особи с более высоким уровнем агрессии выбирают себе подобных.
Ассортативное спаривание по отношению к двум общим цветным морфам (полосатым и не полосатым особям) также существует в полиморфной популяции восточных красных саламандр.(Plethodon cinereus).
Ассортативное спаривание также встречается у многих социально моногамных видов птиц. В моногамных видах и самцы, и самки часто участвуют в родительской заботе о своем потомстве. Так как самцы одинаково инвестируются в потомство в качестве матери, оба пола должны отображать феномен называемый взаимным выбором. Взаимный выбор возникает, когда самцы и самки ищут себе помощника, который максимизирует их пригодность. У птиц женское и мужское украшение может указывать на лучшее общее состояние: либо у таких особей могут быть лучшие гены, либо они лучше подходят как родители.
Юэсин Цзян, Даниэль Болник и Марк Киркпатрик в 2013 году написали обобщающую статью «Assortative Mating in Animals», в которой собрали все исследования ассортативности у животных, помимо тех примеров, которые приведены в этой статье.

## Ассортативность у людей
Впервые об ассортативности у людей сообщили К. Пирсон и А. Ли в 1903 году, которые обнаружили ассортативность по таким признакам, как длина тела, то есть рост, длина рук и предплечий. Незадолго до этого К. Пирсон предложил использовать коэффициент корреляции, чтобы выявить сходство между супругами в супружеских парах. Чуть позже математик Р. Фишер обосновал рациональность использования таких методов, и сейчас понятие ассортативности используют во многих направлениях изучения супружеских пар.
Ассортативное спаривание можно разделить на два типа: генетическое и социо-культурное. Первый тип начали изучать достаточно давно. Как уже говорили выше, в 1903 году Пирсон и его коллеги сообщили о сильных корреляциях по высоте, объему и длине левого предплечья между мужьями и женами в 1000 парах.. На этом ассортативное спаривание в отношении внешнего вида не заканчивается, мужчины предпочитают женские лица, которые напоминают свои собственные, в опыте, когда им показывают изображения трех женщин, причем одно изображение модифицировано так, чтобы напоминать их собственную фотографию. Однако тот же результат не выявлен у женщин, которые выбирают мужские лица.
На данный момент выявлены корреляции по следующим психологическим характеристикам (Например, исследования Паршиковой О. В., Егорова М. С. и др.):
- Интеллект. Как показывают исследования (например, исследования Думитрашку Т. А. 1996 года[15]), значения коэффициента IQ у супругов положительно коррелируют, и корреляция составляет 0,30-0,40, причем эта закономерность более заметна на концах распределений.
- дружелюбие;
- открытость новому опыту;
- эмоциональная стабильность;
- склонность к риску;
- ценности.

И по следующим социально-демографическим характеристикам характеристикам (Лавряшина М. Б., Ульянова М.В, Черткова Ю. Д., Егорова М. С. и др):
- образование[18][19];
- профессия[18][19];
- конфессиональная принадлежность[18];
- регион проживания (происхождения)[18].

### Негативные последствия ассортативности
Негативные последствия ассортативности входят такие пункты, как:
1. Экономическое неравенство.
2. Изменение распределения по интеллекту и образованию.
3. Отбор по способностям (например, по математическим).
4. Увеличение в цивилизованных странах людей с избыточным весом.
5. Осложняется выход из депрессивных состояний.